# 巴塞罗那篮球俱乐部
巴塞隆拿足球會籃球隊（FC Barcelona Bàsquet），是西班牙的一隊职业篮球隊，为巴塞隆納綜合體育俱樂部的一部分，同样简称“巴萨”（Barça）。籃球隊成立于1926年8月24日 。巴塞罗那队现参加西班牙籃球甲級聯賽(ACB)、欧洲篮球联赛。巴塞罗那篮球俱乐部15次夺得西班牙篮球联赛冠军，20次西班牙籃球国王盃，2次西班牙超级杯，2次欧洲篮球联赛冠军。
同樣的，該隊也有自己的預備隊伍，出戰西班牙次級聯賽。

## 主場

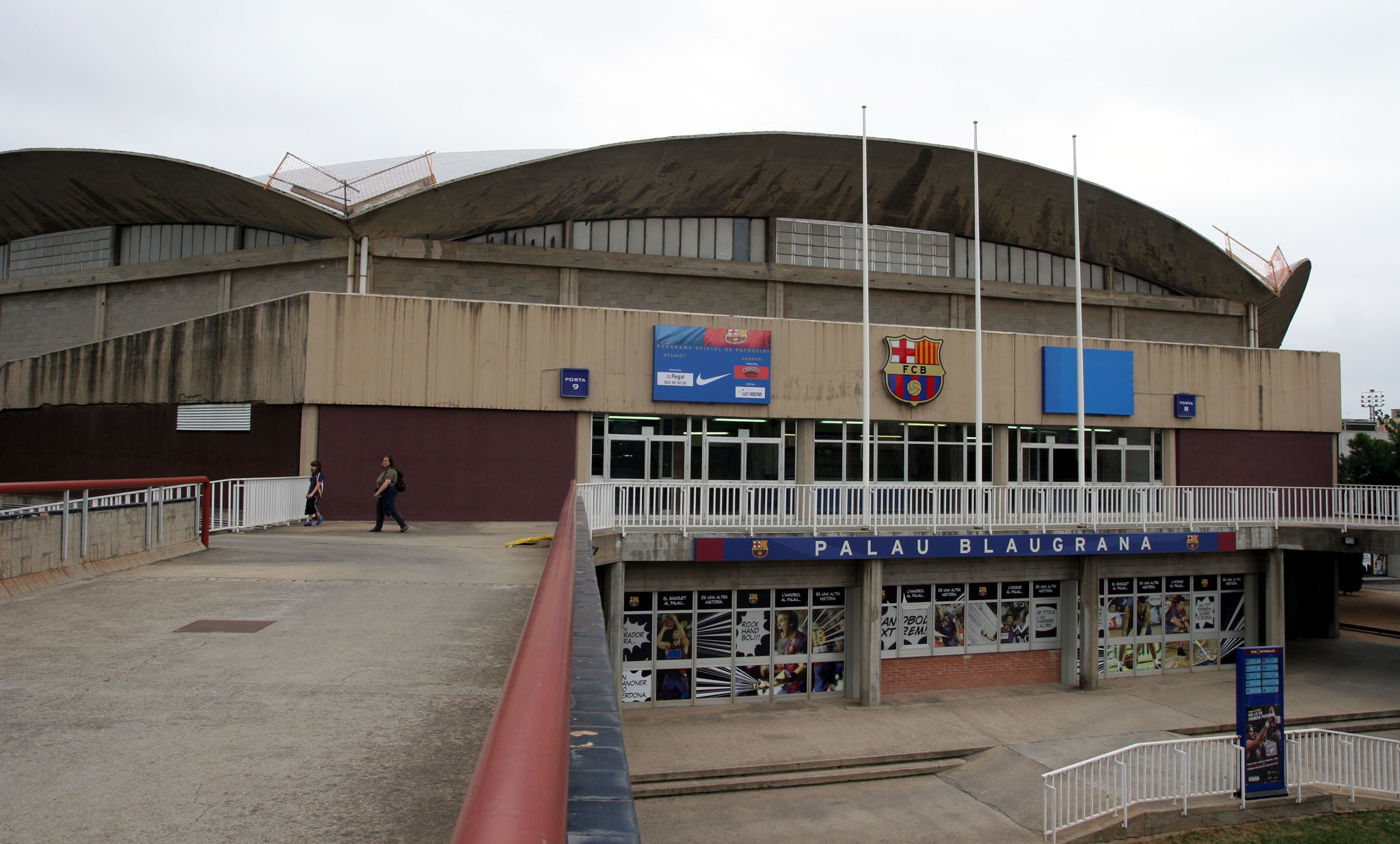
Palau Blaugrana

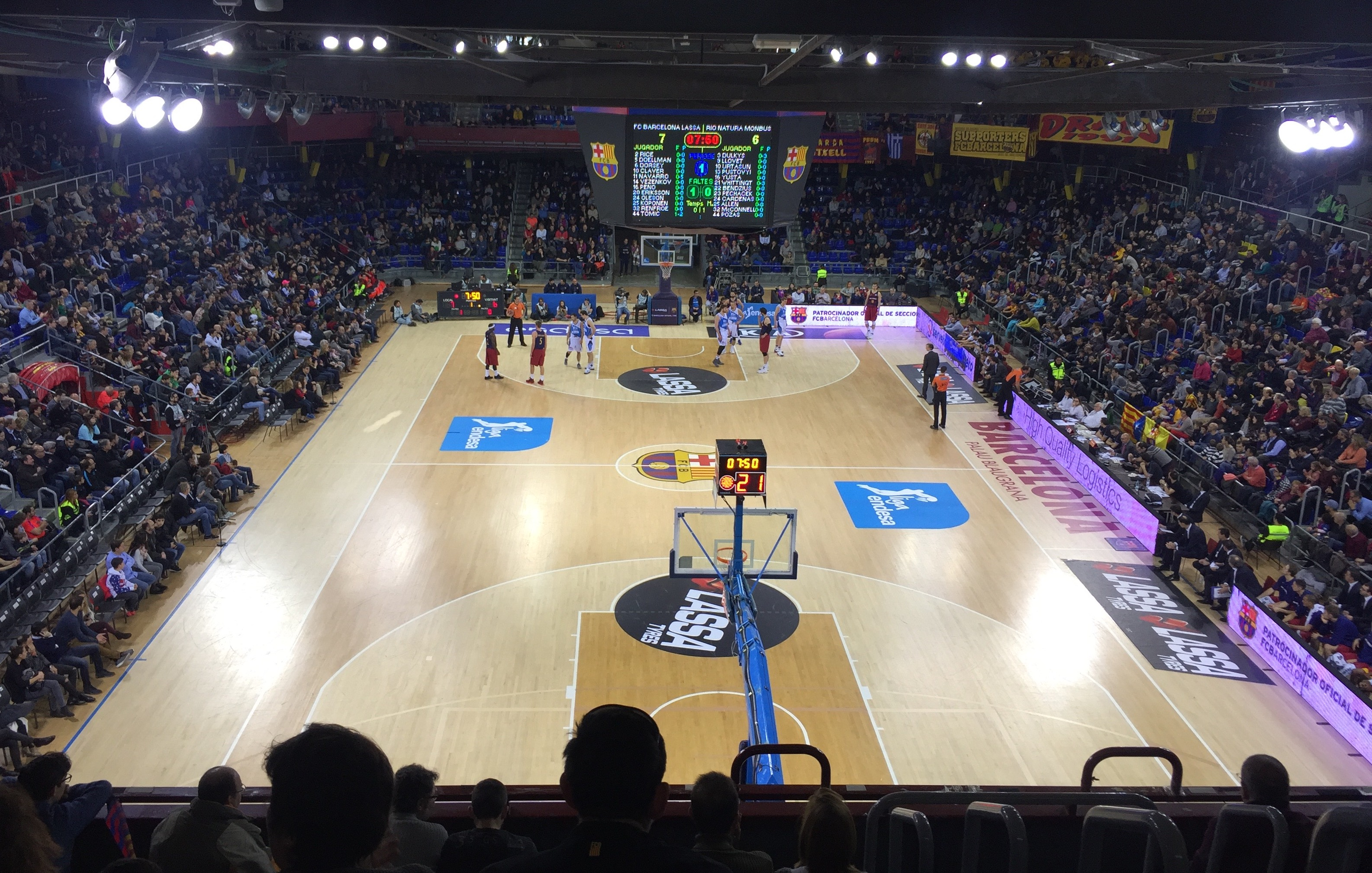
A Barcelona home game inside the Palau Blaugrana.

- Sol de Baix Sports Complex (1926–1940)
- Les Corts Court (1940–1971)
- Palau Sant Jordi (1990–1992), 1992 後間中使用
- Palau Blaugrana (1971–1990, 1992–現今)
- Nou Palau Blaugrana (2020–21 球季起)

## 球隊戰績
- 歐洲籃球冠軍聯賽冠軍：2次（2003、2010）
- 歐洲籃球優勝者盃冠軍：2次（1985、1986）
- 歐洲籃球俱樂部盃冠军：2次（1987、1999）
- 歐洲籃球超級盃冠軍：1次（1987）
- 西班牙籃球聯賽冠軍/ACB聯賽總冠軍：18次（1959、1981、1983、1987、1988、1989、1990、1995、1997、1999、2001、2003、2004、2009、2011、2012、2014）
- 西班牙籃球國王盃冠軍：23次（1943、1945、1947、1949、1950、1959、1978、1979、1980、1981、1982、1983、1987、1988、1991、1994、2001、2003、2007、2010、2011、2013）
- 西班牙籃球超級盃冠軍：4次（2004、2009、2010、2011）

## 另見
- FC Barcelona Bàsquet B
- 西班牙打吡